# Samuel Lustenberger
Samuel Lustenberger, né le 20 janvier 1985 à Lucerne en Suisse, est un footballeur international dominicain, possédant aussi la nationalité suisse. Il évolue comme milieu au FC Altdorf et avec la sélection de la République dominicaine. 
Il n’est pas de parenté avec Fabian Lustenberger, mais est le cousin de Claudio Lustenberger.

## Biographie

### Enfance
Il quitte la Suisse à l'âge de deux ans avec sa famille pour aller vivre en République dominicaine. En 2005, il retourne en Suisse pour jouer avec l'équipe réserve du FC Lucerne.
Après être passé dans divers clubs amateurs de Suisse centrale et au Cibao FC, il devient, en 2018, entraîneur-joueur du FC Altdorf, dont il était joueur et capitaine depuis trois saisons.

### Sélection
Lustenberger décide en 2013, de représenter la République dominicaine.
Le 24 mars 2013, il est appelé pour la première fois en équipe de République dominicaine par Clemente Hernández pour un match amical face à Haïti (victoire 3 à 1).
Il compte trois sélections et zéro but avec l'équipe de République dominicaine entre 2013 et 2014, mais seule une sélection est reconnue par la FIFA.